# Vena yugular
Una vena yugular es cualquiera de las venas que llevan la sangre desoxigenada desde la cabeza hacia el corazón a través de la vena cava superior.

## Estructura
Hay dos conjuntos de venas yugulares: externo e interno.
Las venas yugulares externas izquierda y derecha drenan en las venas subclavias. Las venas yugulares internas se unen con las venas subclavias más medialmente para formar las venas braquiocefálicas. Finalmente, las venas braquiocefálicas izquierda y derecha se unen para formar la vena cava superior, que aporta sangre desoxigenada a la aurícula derecha del corazón.

### Interno
La vena yugular interna está formada por la anastomosis de la sangre del seno sigmoideo de la duramadre y la vena facial común. La yugular interna corre con la arteria carótida común y el nervio vago dentro de la vaina carotídea. Proporciona drenaje venoso para el contenido del cráneo.

### Externo
La vena yugular externa se extiende superficialmente al esternocleidomastoideo.
También hay otra vena yugular menor, la vena yugular anterior, que drena la región submaxilar

## Importancia clínica

### Presión

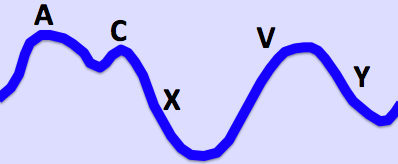
Forma de la onda de presión venosa yugular

La presión venosa yugular es una presión observada indirectamente sobre el sistema venoso. Puede ser útil en la diferenciación de diferentes formas de enfermedad cardíaca y pulmonar. Esta presión puede estar elevada en casos de choque (shock), incluyendo choque cardiogénico y choque obstructivo.
Las deflexiones ascendentes se corresponden con (1) contracción auricular, (2) contracción ventricular (y abultamiento resultante del tricúspide en la aurícula derecha durante la sístole isovolumétrica), y (3) llenado venoso auricular. Las deflexiones descendentes se corresponden con (1) la aurícula se relaja (y la válvula tricúspide se mueve hacia abajo) y (2) se abre el llenado del ventrículo después del tricúspide.
Los componentes incluyen:
- El pico a está causado por la contracción de la aurícula derecha.
- El mínimo de AV se debe a la relajación de la aurícula derecha y al cierre de la válvula tricúspide.    
El pico c refleja el aumento de presión en el ventrículo derecho temprano durante la sístole y el abultamiento resultante de la válvula tricúspide, que acaba de cerrarse, en la aurícula derecha.
- El mínimo x se produce cuando el ventrículo se contrae y se acorta durante la fase de eyección, más tarde en la sístole. El acortamiento del corazón, con la válvula tricúspide aún cerrada, hace que de la válvula se abra y el v pico comienza a disminuir.
- El mínimo y refleja una caída en la presión de la aurícula derecha durante el llenado ventricular rápido, ya que la sangre sale de la aurícula derecha a través de una válvula tricúspide abierta y entra al ventrículo derecho. El aumento de la presión venosa después del mínimo se produce cuando el retorno venoso continúa ante un llenado ventricular reducido.

## Sociedad y cultura

### Modismo
La vena yugular es el tema  de un modismo popular en español, derivando de ser la vena más vulnerable de atacar. La frase 'tirarse a la yugular', significa atacar decisivamente en el punto más débil. En otras palabras, es atacar en la coyuntura oportuna para una resolución definitiva o golpe de gracia.